# Morenita del Quindío
Bertha Trujillo, más conocida como Morenita del Quindío (Armenia, Caldas, Colombia, 13 de noviembre de 1928-Cali, 6 de noviembre de 2011) fue una torera colombiana. Inició su carrera profesional como novillera en 1959 en Medellín (Colombia). Fue de las primeras toreras en obtener la alternativa válida y pionera entre las toreras de Colombia.

## Inicios
«Morenita del Quindío» inició su afición por el mundo de los toros desde muy joven de la mano de su padre, con quien acudía a diferentes novilladas celebradas en Armenia. En sus inicios «Morenita del Quindío» toreó reses criollas y cebúes. Durante una fiesta taurina conoció al torero Marcos Gómez Molina «el Colombiano» con quien se casó en 1942 a la edad de catorce años. Junto a Marcos Gómez aprendió todas las suertes del toreo, el concepto de la lidia,  el comportamiento del toro y a torear; el torero fue además su mentor y apoderado. Actuó por primera vez en un festival benéfico en el que se pedía la participación de una mujer para torear, a partir de ese momento Bertha Trujillo tomó la decisión de dedicarse profesionalmente al toreo.

## Trayectoria
Debutó con picadores en una novillada de Sierra Morena en Medellín. Actuó como única espada en cuatro ocasiones en las plazas de Bogotá, Medellín, Cali y Manizales lidiando novillos cuatreños. Lidió cinco toros en Palmira y en Armenia (Colombia). Tras veinte años toreando con más de mil reses lidiadas en América, «Morenita del Quindío» tomó la alternativa el 12 de mayo de 1968 en Comalcalco, estado de Tabasco (México),  Actuó como padrino de alternativa José Ramón Tirado y como testigo su marido Marco Gómez «El Colombiano». El toro de la alternativa fue «Presumido» de la ganadería de Presillas, con 480 kg de peso y el número 90  al que le que cortó las dos orejas y el rabo convirtiéndose en la primera mujer torero con alternativa nacida en Colombia.
Durante la temporada 1965-1966 viajó a México, donde residió, para participar en los diferentes festejos taurinos que la mantendrán apartada de los ruedos colombianos durante nueve años.
Tras ser derogada en España, en 1974, la Real Orden del 2 de julio de 1908 que prohibía a las mujeres torear a pie, «Morenita del Quindío» actuó por primera vez en España, el 15 de mayo de 1975, en San Sebastián de los Reyes.  Compartió cartel con Manolo Ortiz y José Ortega Cano, se lidiaron toros de Lorenzo y Alejandro García con cartel de todas las localidades agotadas. «Morenita del Quindío» recibió ovación y vuelta al ruedo en su primer toro y resultó herida en el segundo al ser cogida al ponerle las banderillas. Con esta actuación «Morenita del Quindío» se convirtió en una de las primeras mujeres en actuar en ruedos españoles como matadora de toros. Estuvo a punto de confirmar la alternativa en Las Ventas el 12 de octubre de 1976 pero los otros dos toreros que debían compartir cartel con ella se negaron a realizar el paseíllo con la torera. «Morenita del Quindío» ante la negativa de sus compañeros propuso torear en Las Ventas en solitario, pero la iniciativa no salió adelante porque el Reglamento taurino exigía que si en un mismo cartel se anunciaba un torero extranjero este debía de actuar junto con un torero español. Algo parecido le ocurrió en Ciudad de México, por lo que «Morenita» no pudo confirmar su alternativa en las dos plazas que en aquel momento permitían esta ceremonia.
Bertha Trujillo de Gómez «Morenita del Quindío» figuró entre las treinta y dos toreras inscritas como matadores de toros en el Sindicato Nacional de Espectáculos en 1975.
Toreó en Bolivia, Colombia, Ecuador, España, Francia, Guatemala, México, Panamá, Perú y Venezuela. A lo largo su carrera sufrió ocho cornadas y siete fracturas de huesos, una de ellas de gravedad al romperle el toro que lidiaba la femoral, esta cogida le dejó una cojera como secuela. Como torera fue de las más completas, pues aparte de dominar casi todas las suertes del toreo a pie como la «Pedresina» que interpretaba de rodillas, ponía banderillas incluyendo las cortas (cinco centímetros). Se retiró de los ruedos en 1990,  tras lo cual pasó a ser miembro fundador y profesora de la Escuela de Tauromaquia de Cali. Murió en Cali el 6 de noviembre de 2011 a los 82 años.

## Corridas toreadas

### España

#### Corridas de toros
«Morenita del Quindío» toreó un total de veintinueve corridas de toros y cinco festivales en España, de las cuales se han documentado las siguientes:
1. 15 de mayo de 1975 en San Sebastián de los Reyes (Madrid), corrida de toros para la celebración del año internacional de la mujer en la plaza de toros «La Tercera», compartió cartel con Manolo Ortiz y José Ortega Cano, reses de Lorenzo y Alejandro García, toreó dos toros y fue premiada con vuelta al ruedo en el primero. Resultó cogida en el quinto de la tarde.[13][14]
2. 6 de julio de 1975 en Torrevieja (Alicante), corrida de toros, compartió cartel con Vicente Fernández «El Caracol» y «El Inclusero» (en algunas publicaciones este mismo cartel se cita para el 29 de junio de 1975)[20] toreó dos toros y fue premiada con una oreja en el segundo toro de su lote.[16]
3. Agosto de 1975 en la Feria de Pontevedra (Galicia) sustituyó a Ángela Hernández, corrida de toros en la plaza de toros de Pontevedra[21]
4. 18 de julio de 1976 en Vélez Málaga (Málaga), corrida goyesca, compartió cartel con Manolo Ortíz y Juan Arias, reses de Antonio de la Cova.[22]
5. 10 de septiembre de 1978 en Tarifa (Cádiz), corrida de toros, compartió cartel con Alfonso Galán y Diego Ramos «El Merlo», ganadería de Salvador Domeq, toreó dos toros y dio dos vueltas al ruedo.[3]

### América

#### Novilladas
1. Arequipa (Perú), novillada junto con Eduardo Solís y Marco Gómez «el Colombiano» en la que obtuvo el trofeo Oreja de Oro.[4]
2. Junio de 1958 en Bogotá (Colombia), novillada de la ganadería de Camelo, en la plaza de toros de Santamaría, toreó como única espada los seis novillos, premiada con dos orejas en el cuarto novillo.[23]
3. 8 de julio de 1959 en Bogotá (Colombia), novillada como única espada en la plaza de toros de Santamaría, toreó los seis novillos y fue premiada con tres orejas.[13]
4. 30 de agosto de 1959 en Medellín, (Colombia), novillada de la ganadería Sierra Morena en la plaza de toros La Macarena.
5. 13 de septiembre de1959, en Medellín (Colombia), novillada en la plaza de toros La Macarena, lidió dos novillos-toros de Sierra Morena, salida a hombros.[3]
6. 30 de septiembre de 1959 en Medellín (Colombia), novillada de la ganadería de Ernesto González Piedrahíta como única espada en la plaza de toros La Macarena, toreó los seis novillos.[24]
7. 1959 en Cali (Colombia), novillada como única espada, seis novillos en la plaza de toros Cañaveralejo, toreó los seis novillos.[25]
8. 15 de noviembre de 1959 en Armenia (Colombia), corrida mixta (toros y novillos) con los toreros Jerónimo Pimentel y Mario Carrión y el novillero Enrique Trujillo, toreó un novillo al que le cortó las dos orejas.[13][26]
9. 1960 en Bogotá (Colombia), novillada mano a mano con Marcos Gómez «El Colombiano» en la plaza de toros de Santamaría, lidió tres novillos premiada en el primero con vuelta al ruedo y en el tercero de su lote dos orejas y salió a hombros.[27]
10. 18 de septiembre de 1960 en Cartagena (Colombia), novillada, mano a mano con Gregorio Puebla, lidió tres novillos, premiada con una vuelta al ruedo. Resultó cogida en el segundo toro de su tarde.[3][26]
11. 1960 en Popayán (Colombia), novillada en la que obtiene dos orejas, rabo y pata del novillo que lidió.[26]
12. 1967 en Sabinas (Caohuila, México) novillada, toreó dos novillos, cortó dos orejas y un rabo.[28]

#### Corridas de toros
1. 12 de mayo de 1968 en Comalcalco (México), corrida de la alternativa el 12 de mayo de 1968 en cartel con Juan Ramón Tirado y Marcos Gómez «el Colombiano», torea dos toros del que obtiene dos orejas y el rabo.[7][13]

### Resumen
(*)En la tabla se recoge el resumen de las temporadas, festejos, reses lidiadas y trofeos obtenidos mientras «Morenita del Quindío» ha estado en activo, los datos recogidos se han obtenido de referencias escritas y publicadas, no se han reflejado aquellos datos de los que no ha sido posible obtener referencias escritas:
| Temporada | Festejos | Novillos | Toros lidiados | Orejas | Rabos | Pata |
| --------- | -------- | -------- | -------------- | ------ | ----- | ---- |
| 1958      | 1        | 6        | -              | 2      | -     | -    |
| 1959      | 6        | 23       | -              | 5      | -     | -    |
| 1960      | 3        | 7        | -              | 4      | 1     | 1    |
| 1967      | 1        | 2        | -              | 2      | 1     | -    |
| 1968      | 1        | -        | 2              | 2      | 2     | 1    |
| 1975      | 3        | -        | 6              | 1      | -     | -    |
| 1976      | 1        | -        | 2              | -      | -     |      |
| 1978      | 1        | -        | 2              | -      | -     | -    |

## Otras aportaciones
Bertha Trujillo fue defensora de los derechos de la mujer, demostró que una mujer podía ocupar cargos en diferentes ámbitos profesionales siguiendo el ejemplo de otras toreras que también defendieron la participación de la mujer en el mundo del toro como Conchita Cintrón o Juanita Cruz.
Fue la artífice de la llamada Parodia de Quo Vadis, en la que interpretaba el papel de Ligia, una mujer que era atada a un poste situado en los medios del ruedo frente a los toriles. Cuando salía el toro, un luchador italiano, Urso, saltaba al ruedo para liberarla y ella toreaba matando al toro. Esta función se representó en una docena de ocasiones.